# Rosario Candela
Rosario Candela (Montelepre, 1890. március 7. – Mount Vernon, New York, 1953. október 3.) amerikai olasz (szicíliai) építész. A 740 Park Avenue, a 834 Fifth Avenue és a One Sutton Place South tervezője.